# Wildenspring
Wildenspring é uma vila e antigo município da Alemanha localizado no distrito de Ilm-Kreis, estado da Turíngia.  Pertencia ao Verwaltungsgemeinschaft de Großbreitenbach. Atualmente, forma parte do município de Großbreitenbach.